# Deutsches Schuhmuseum Hauenstein
Das Deutsche Schuhmuseum Hauenstein (Museum für Schuhproduktion und Industriegeschichte Hauenstein) ist ein 1996 eröffnetes Museum über die Entwicklung der Schuhindustrie in der südwestlichen Pfalz in Hauenstein (Pfalz). Auf drei Stockwerken wird in einer ehemaligen Schuhfabrik neben technischen Aspekten der Herstellung von Schuhen auch die Sozial- und Alltagsgeschichte dargestellt. 
Die (zwischen 2000 und Mai 2022 neu gestaltete) Schau zeigt die Anfänge der Schuhindustrie in Pirmasens, die auf den Broterwerb entlassener Soldaten um 1800 zurückgehen. Bis Mitte des 19. Jahrhunderts hatte sich daraus in Pirmasens der wichtigste Standort der deutschen Schuhindustrie entwickelt. Dies hatte auch Auswirkungen auf Hauenstein, eine damals hauptsächlich aus Kleinbauern und Waldarbeitern bestehende kleine Gemeinde. Aus Zuliefertätigkeiten für die Pirmasenser Fabriken entstand 1886 die Josef Seibel Schuhfabrik in Hauenstein. Bis 1914 wurden insgesamt 20 Fabriken mit mehr als 1000 Beschäftigten gegründet. Trotz zahlreicher Zwänge zur Konsolidierung, die sich aus französischer Besatzung, Wirtschaftskrise und Kriegswirtschaft ergaben, konnte die Zahl der Fabriken bis 1960 zu 35 ausgebaut werden. Danach setzte jedoch aufgrund fortschreitender Automatisierung und der Verlagerung der Produktion ins Ausland eine schwere Strukturkrise der deutschen Schuhindustrie ein, weshalb zahlreiche Betriebe geschlossen wurden.
In einer dieser ehemaligen Produktionsstätten befindet sich nun das Deutsche Schuhmuseum Hauenstein.
Dem Deutschen Ledermuseum in Offenbach am Main ist ebenfalls ein Deutsches Schuhmuseum angegliedert.

## Rundgang

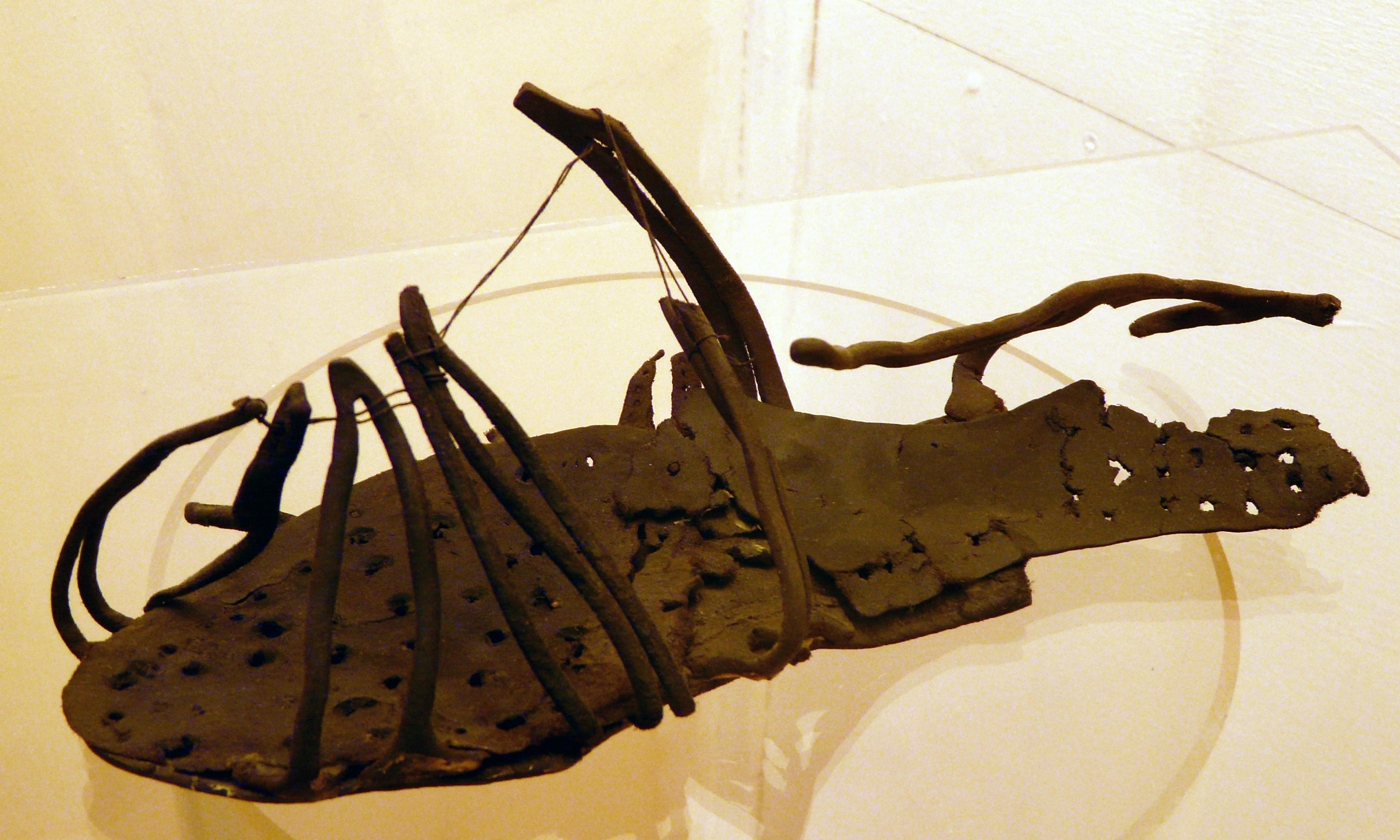
Römische Sandale, um 200 n. Chr.
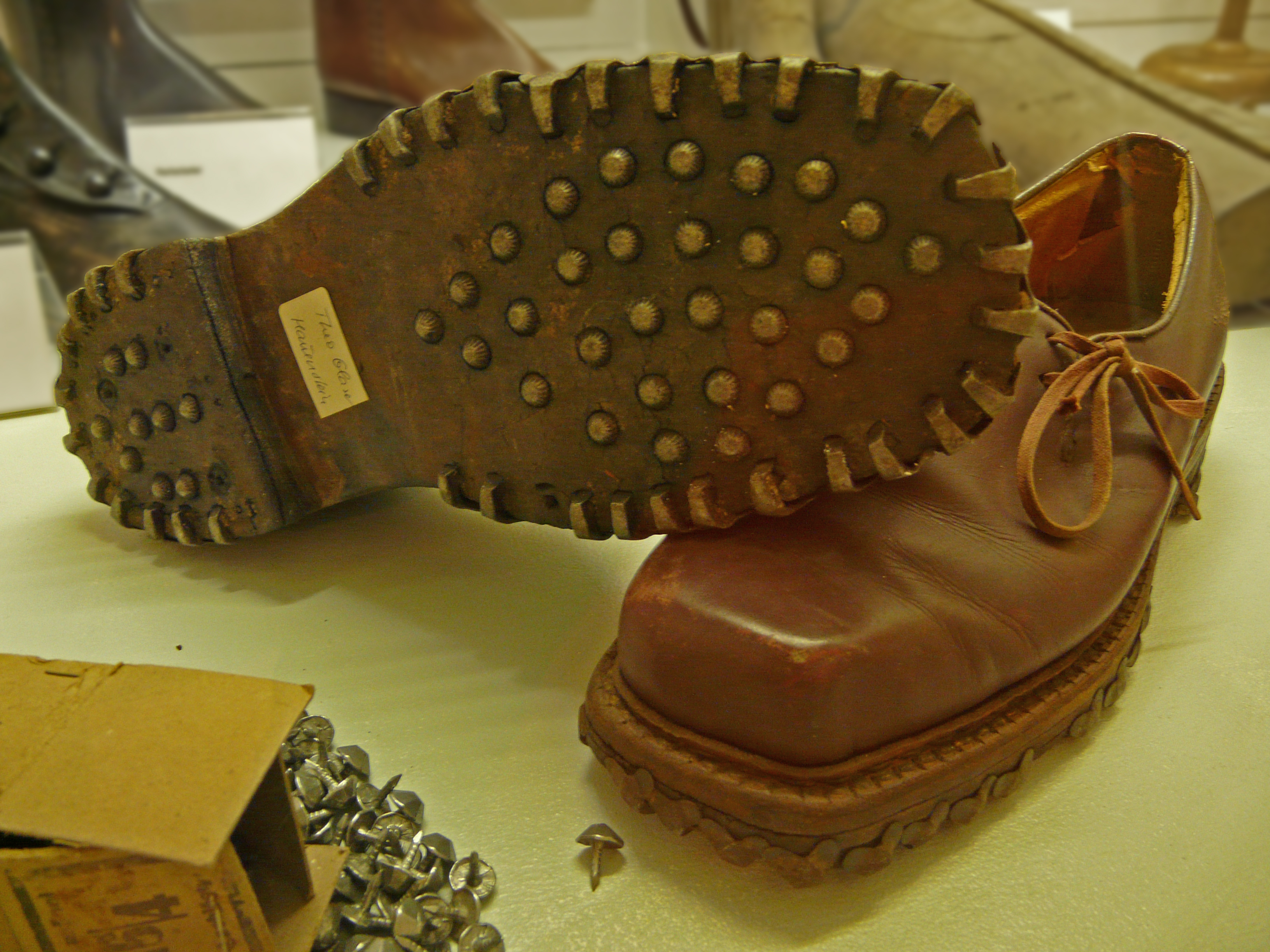
Haferlschuhe mit seitlicher Schnürung, Sohlen mit Krampen und Sohlennägeln beschlagen.
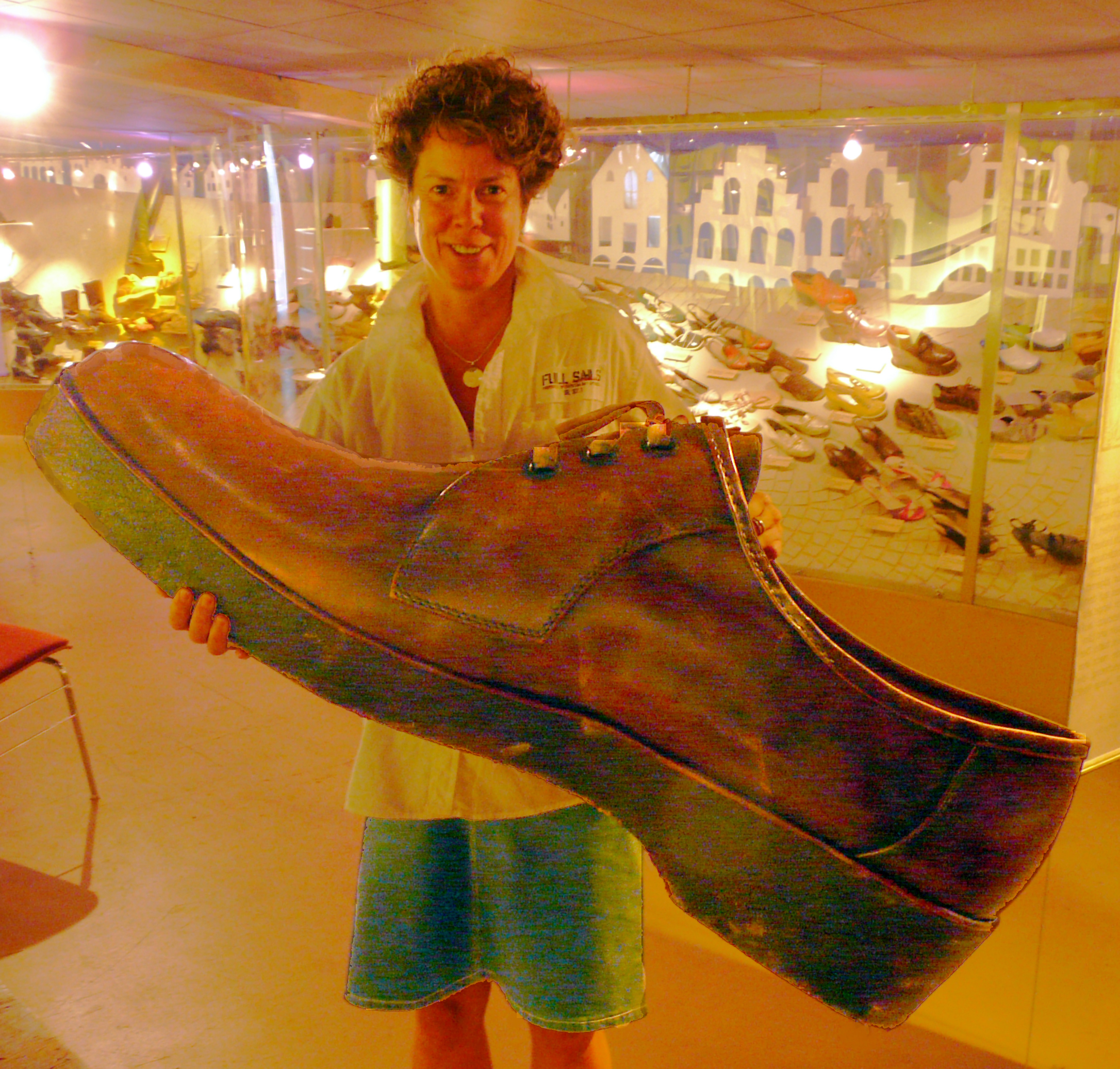
Schuh der Größe 180

Durch das Museum führt ein Rundgang. Im Erdgeschoss sind die Anfänge der Schuhmanufaktur von 1740 bis 1918 dargestellt, von einer Dampfmaschine bis zu einer Wohnung der Angestellten einer Schuhfabrik. Das oberste Stockwerk beherbergt die über 3000 Paar starke Sammlung historischen Schuhwerks des Viersener Schuhsammlers Ernst Tillmann.
Die Präsentation der Zeit- und Sozialgeschichte geht im 2. Obergeschoss für die Jahre 1918 bis 1945 weiter. Hier steht eine noch voll funktionsfähige „moderne“ Schuhfabrik, die täglich in Betrieb genommen wird.
Ein Stockwerk tiefer, Zeitraum ab 1945, zeigt das Museum die Auswirkungen des Zweiten Weltkriegs auf die Schuhindustrie und die Art der Schuhe. Der Besucher wird durch eine typische Wohnung der 1960er Jahre geführt und sieht in einem komplett eingerichteten Schuhsalon, wie mit einem Schucoskop mittels Röntgenstrahlen der Sitz der neuen Schuhe geprüft wurde.
Ergänzend findet sich im 1. Obergeschoss das größte Schuhpaar der Welt in der Größe 247. Als Abschluss des Rundganges werden Schuhe einiger Prominenter wie Angela Merkel oder Joschka Fischer gezeigt.

## Auszeichnung
Das Deutsche Schuhmuseum Hauenstein wurde beim Europäischen Museumswettbewerb ausgezeichnet, weil es, aus der Sicht des Beurteilungsgremiums, die Präsentation von Schuhkultur und Sozialgeschichte gut zusammenbringt.